# Ричу
Ри́чу или Ри́чи (также: Ри́ча, Ричу-Эзерс; бел. Рычы, Рыча, латыш. Riču ezers, Riča ezers; устар. Рычи) — озеро на границе Браславского района Витебской области Белоруссии и Деменской волости Аугшдаугавского края Латвии.
Объём воды — 131,5 млн м³. Площадь поверхности — 12,84 км². Площадь водосборного бассейна — 123 км².

## Описание
Озеро располагается в бассейне реки Дрисвяты, в 20 км к северо-западу от Браслава.
Ричи — второе по глубине (51,9 м) озеро Белоруссии после озера Долгого и четвёртое — в Латвии.
Озеро имеет сложную котловину, вытянутую с северо-запада на юго-восток. Береговая линия сильно изрезанная и создает многочисленные заливы, мысы и косы. Восточные склоны центральной части высокие и крутые, местами возвышаются на 30-40 м над уровнем воды. Южные более пологие, высотой до 10 м. На севере и западе характерно чередование высоких, крутых склонов с невысокими и пологими, отделёнными от озера поймой. Для подводной части характерно чередование мелей с глубоководными впадинами.
На акватории озера находится 5 островов, самый крупный из которых — Каменец — имеет площадь около 4 га.
Вода в озере очень чистая (прозрачность до 5,4 м), имеет низкую цветность. Питание озера осуществляется за счёт протока из озера Силица (река Силица) и шестью небольшими ручьями; вытекает река Ричанка.

## Растительный мир
Водные растения распространены до глубины 9 м. Вдоль берегов тянется полоса надводной растительности, которая прерывается вблизи абразионных берегов. Растения с плавающими листьями отмечены в юго-западном и северо-западном заливах, и в истоке реки Ричанка.

## Животный мир
Чистая и прозрачная вода озера создали условия для сохранения многих реликтовых видов ледникового периода. Среди беспозвоночных — понтопорея, бокоплав Палласа, лимнокалянус, реликтовая мизида
Озеро относится с сигово-снетковым водоёмам, ихтиофауна насчитывает 22 вида, наиболее распространены снеток, ряпушка, угорь, судак, елец, гольян, серебряный карась, вьюн, налим, линь, также в озере встречаются щука, плотва, окунь.

## Экология
Находясь в приграничной зоне двух стран, озеро оказалось практически незатронутым деятельностью человека. Для сохранения уникального озёрного комплекса и реликтовых видов, белорусская часть озера с 1979 г. объявлена гидрологическим заказником республиканского значения.
В Латвии озеро находится на территории природного парка «Силене» («Боровка»). На латвийском берегу озера находятся базы отдыха «Приедайне» («Сосновка») и «Янтарная».